# The Lambrettas
The Lambrettas sono un gruppo mod revival inglese, formatosi nel 1979 a Brighton per volontà di Jez Bird, Paul Wincer, Doug Sanders e Mark Ellis.

## Storia
Furono subito un gruppo fortemente caratterizzante per la cultura mod sia per il nome della band, che si rifà alla celebre Lambretta, tipico scooter usato dai giovani mods in quel periodo ed icona di tutto il movimento, sia per il look sempre accattivante e ben curato che veniva proposto in ogni esibizione.

### Il principio eBeat Boys in the Jet Age
Il primo singolo pubblicato dal gruppo risale al 1979,Go Steady, ma scalarono subito le classifiche musicali con la hit Poison Ivy (1980), cover del già famoso pezzo del 1950 di Jerry Leiber e Mike Stoller, che arrivò al numero 7 della Official Singles Chart, e gli valse la conquista di un disco d'argento.
Dopo il lancio di Poison Ivy, venne messo in commercio il secondo singolo chiamato Da-a-ance, che riuscì anch'esso ad entrare in classifica, raggiungendo il 12º posto della classifica dei singoli inglesi. Sull'onda del grande successo i Lambrettas fecero uscire il loro primo album, sotto la Rocket Records, chiamato Beat Boys in the Jet Age, che raggiunse la posizione numero 28 della Official Albums Chart.
Il terzo singolo estratto dall'album, Page 3, venne rinominato in Another Day (Another Girl) in seguito a un'azione legale intrapresa dal quotidiano The Sun nei confronti della band, riguardo al testo della canzone che faceva chiaro riferimento alla pagina 3 del tabloid inglese, nella quale venivano solitamente ritratte ragazze in topless.
Nel 1980 i Lambrettas partirono per il primo tour europeo come band d'apertura dei Madness.

### Ambiencee lo scioglimento
A seguito del tour, il gruppo si rimise al lavoro per un secondo album cambiando il batterista Paul Wincer con Steve Bray.
Nel 1981 quindi uscì Ambience, disco contenente 10 inediti, tra cui l'omonima canzone Ambience, che però non riuscì ad ottenere il successo del precedente.
Un altro cambio di formazione vide coinvolta la band inglese; il neo batterista Steve Bray lasciò il post a Pat Freyne.
Nel 1982 i Lambrettas provarono a riproporsi al pubblico inglese con un'altra famosa cover, Somebody to Love dei Jefferson Airplane, senza però riscuotere grandi consensi. Si sciolsero quindi il 14 aprile del medesimo anno dopo un concerto a Londra.

### Kick Starte la reunion
Nel 1985, ovvero 3 anni dopo lo smembramento della band, la Rocket Records decise di pubblicare un disco di singoli chiamato Kick Start, contenente le hits dei precedenti dischi e alcune B-side già pubblicate.
Dopo poco più di dieci anni la band si riunì per qualche concerto in Inghilterra e per la registrazione di demo finalizzate all'edizione di un quarto album, che però non uscì mai. Il progetto sembrò morire definitivamente il 27 agosto del 2008, insieme all'ideatore e frontman Jez Bird, deceduto di cancro all'età di 50 anni, ma nel 2009 il chitarrista Doug Sanders e il batterista Paul Wincer decisero di andare avanti comunque. Sanders assunse il ruolo di chitarrista/cantante, ed insieme Wincer alla batteria, si aggiunsero, Philip Edwards alla chitarra, e Chris Venzi-James al basso.
Attualmente la band compie numerosi concerti tra Gran Bretagna ed Europa, passando anche per l'Italia, esattamente il 30 dicembre 2011 a Torino, insieme alla mod band Statuto sul palco dell'Hiroshima Mon Amour.
Il 20 maggio del 2017 suonarono nuovamente in Italia ,avendo come gruppo di supporto la MOD band Milanese The Mads, al circuito automobilistico di Monza nel contesto della mostra celebrativa dei 70 anni della nascita della Lambretta.

## Membri

### Formazione originale
- Jez Bird - Cantante e Chitarrista
- Doug Sanders - Voce secondaria e Chitarrista
- Mark Ellis - Bassista
- Paul Wincer - Batterista

### Cambi di formazione
- Steve Bray - batterista (1982)
- Pat Freyne - batterista (1982)
- Philip Edwards - chitarrista (2009)
- Chris Venzi-James - bassista (2009)

## Discografia

### Album
- 1980 - Beat Boys in the Jet Age
- 1981 - Ambience
- 1985 - Kick Start

### Singoli
- 1979 - Go Steady
- 1980 - Poison Ivy
- 1980 - Da-a-ance
- 1980 - Another Day (Another Girl)
- 1981 - Good Times
- 1981 - Anything You Want
- 1981 - Decent Town
- 1982 - Somebody to Love